# Henry Stuart (Schauspieler)

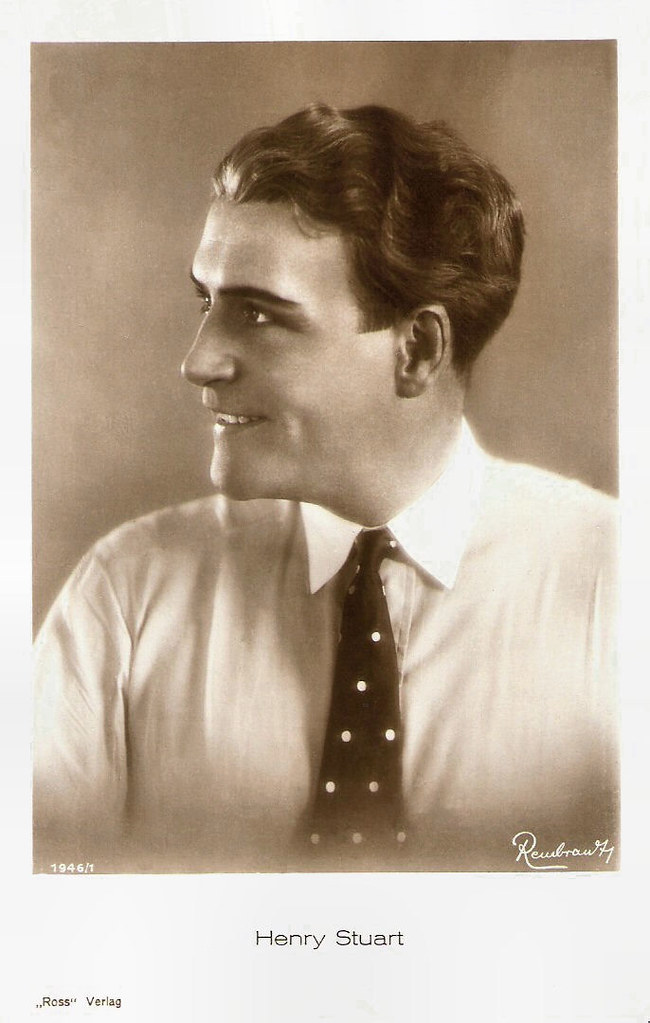
Henry Stuart

Henry Stuart (* 1. Februar 1885 als Court Eduard Henry Hess in Kairo, Ägypten; † 26. Januar 1948 in Zollikon, Schweiz) war ein schweizerischer Schauspieler, Filmregisseur und Drehbuchautor. Er erlangte vor allem Bekanntheit als Darsteller beim deutschen Stummfilm der 1920er-Jahre.

## Leben und Wirken
Henry Stuart war ein Sohn des Schweizer Arztes Eduard Hess (1848–1923) und seiner Gattin Maria, geb. Ernst. Sein Vater wirkte seit 1872 in Ägypten und war Vorstandsmitglied im Internationalen Spital von Kairo. Kurz vor der Jahrhundertwende kam Henry Stuart nach Europa und nahm Studien in Paris und England auf. Er besuchte die Kunstakademie München mit der Absicht, Maler zu werden. Noch vor Ausbruch des Ersten Weltkrieges trat er während eines Aufenthaltes in Wien erstmals mit der Filmbranche in Kontakt, allerdings wurde seiner beginnenden Filmlaufbahn kriegsbedingt ein vorläufiges Ende gesetzt.
Den Krieg verbrachte er in England, anschließend kehrte er nach Deutschland zurück und begann hier 1922 seine Karriere als Stummfilmdarsteller. In der Regel verkörperte er perfekte Gentlemen und noble Liebhaber. In dem Klassiker Die freudlose Gasse spielte er den Bankbeamten Egon Stirner, um dessen Gunst willen seine Verlobte, die mittellose Maria Lechner (Asta Nielsen), eine vermeintliche Konkurrentin ermordet.
1928 inszenierte er in Indien die Filme Nuri, der Elefant und Der Ring der Bajadere. Im Tonfilm blieb Stuart weitgehend beschäftigungslos. Stattdessen trat er an verschiedenen Berliner Bühnen auf (Reinhardt-Bühnen, Renaissance-Theater und Englisches Theater) und arbeitete für den Rundfunk sowie als Manuskript- und Titelübersetzer. 1941 brachte er noch eine Tonfilmfassung von Der Ring der Bajadere unter dem Titel Krischna. Abenteuer im indischen Dschungel in die deutschen Kinos und erhielt im darauffolgenden Jahr Nebenrollen in den UFA-Produktionen Münchhausen und Germanin.
Im Zuge der Kriegswirren verließ Henry Stuart in den 1940er-Jahren Berlin und ging in seine Heimat, die Schweiz. Zuletzt in Zürich wohnhaft, starb er kurz vor seinem 63. Geburtstag im Spital Zollikerberg in Zollikon. Seine Asche wurde im Familiengrab in Bülach beigesetzt.

## Filmografie (Auswahl)
Als Schauspieler, wenn nicht anders angegeben:
| - 1923: Ein Glas Wasser - 1924: Die Perücke - 1925: Die freudlose Gasse - 1925: Das Abenteuer der Sybille Brant - 1926: Die Zwei und die Dame - 1926: Der Mann im Feuer - 1926: Derby - 1926: Die Straße des Vergessens - 1926: Die versunkene Flotte - 1927: Das Mädchen ohne Heimat - 1927: Unter Ausschluß der Öffentlichkeit - 1927: Der Bettler vom Kölner Dom - 1927: Liebelei | - 1927: Die Frau mit dem Weltrekord - 1927: Wenn Menschen reif zur Liebe werden - 1928: Schenk mir das Leben - 1928: Die geheime Macht - 1928: Nuri, der Elefant (nur Regie) - 1929: Der Ring der Bajadere (auch Regie) - 1929: Skandal in Baden-Baden - 1929: Der Günstling von Schönbrunn - 1930: Das Recht auf Liebe - 1933: Zwischen 12 und 2 (nur Regie) - 1938: The Power of Life (Drehbuch) - 1941: Krischna. Abenteuer im indischen Dschungel (nur Regie, Drehbuch) - 1943: Münchhausen - 1943: Germanin – Die Geschichte einer kolonialen Tat |